# Новий Буртюк
Новий Буртю́к (рос. Новый Буртюк, башк. Яңы Бөртөк) — присілок у складі Краснокамського району Башкортостану, Росія. Входить до складу Новобуринської сільської ради.
Населення — 527 осіб (2010; 565 у 2002).
Національний склад:
- татари — 49 %
- башкири — 40 %